# Ni d'Ève ni d'Adam (roman)
Pour les articles homonymes, voir Ni d'Ève ni d'Adam.
Ni d’Ève ni d’Adam est le seizième roman de l’écrivaine belge Amélie Nothomb, paru le 22 août 2007 chez Albin Michel. De son propre aveu, Amélie Nothomb n’a jamais autant écrit sur le sentiment amoureux.

## Synopsis
« Stupeur et tremblements pourrait donner l’impression qu’au Japon, à l’âge adulte, j’ai seulement été la plus désastreuse des employés. Ni d’Ève ni d’Adam révélera qu’à la même époque et dans le même lieu, j’ai aussi été la fiancée d’un Tokyoïte très singulier. ». L'histoire est inspirée de sa vie ; elle a pour cadre le Japon, où Amélie Nothomb vécut durant son enfance. Chronologiquement, elle se situe avant, pendant et après les événements relatés dans Stupeur et Tremblements. Ni d’Ève ni d’Adam narre l’histoire amoureuse qu’a connue l’autrice avec un jeune Japonais de bonne famille rencontré dans le cadre de ses cours particuliers de français. Rinri va s’éprendre de la jeune Amélie, alors âgée de 21 ans, qu’avec maladresse il commence par nommer « ma maîtresse » lors d'un de ces cours,.

## Reconnaissance
- Ni d’Ève ni d’Adam est sélectionné pour le prix Goncourt 2007 et pour le prix Renaudot 2007.
- Ni d’Ève ni d’Adam gagna le prix de Flore 2007.

## Adaptation
Ni d'Ève ni d'Adam a été adapté au cinéma en 2015 par Stefan Liberski, sous le titre Tokyo Fiancée. Amélie est incarnée par l'actrice belge Pauline Étienne.